# Evarcha darthvaderi
Espèce
Evarcha darthvaderi est une espèce d'araignées aranéomorphes de la famille des Salticidae.

## Distribution
Cette espèce est endémique du Tibet en Chine,. Elle se rencontre dans les xians de Lhünzê Lhozhag.

## Description
La carapace du mâle paratype mesure 3,20 mm et l'abdomen 3,26 mm et la carapace de la femelle paratype mesure 3,78 mm et l'abdomen 3,73 mm.

## Systématique et taxinomie
Cette espèce a été décrite par Yu et Zhang en 2024.

## Étymologie
Cette espèce est nommée en référence à Darth Vader.

## Publication originale
(mai 2024).
- Yu, Ni & Zhang, 2024 : « Notes on jumping spiders from Xizang: three new species and two new records in China (Araneae, Salticidae). » Acta Arachnologica Sinica, vol. 33, no 1, p. 8-18.